# Nichtproportionale Schriftart

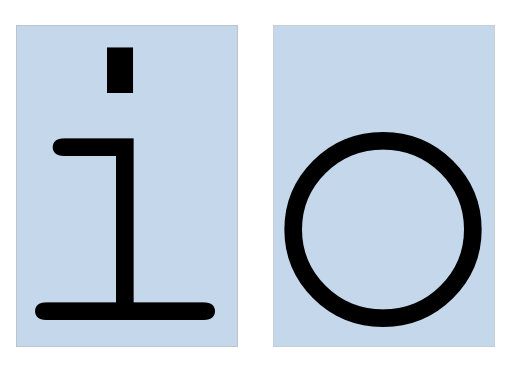
Feste Zeichenbreite, Serifen

Eine nichtproportionale Schriftart, auch Monospace-Schrift, Festschrittschrift, Festbreitenschrift, Konstantschrift, äquidistante Schrift oder dicktengleiche Schrift genannt, besitzt im Gegensatz zu einer proportionalen Schriftart eine feste Zeichenbreite (Dickte). Die auch im deutschsprachigen Raum ebenfalls häufig verwendeten englischen Begriffe für nichtproportionale Schriftart lauten Monospace, Fixed Font oder Teletype.

Beispiel für eine Monospace-Schriftart, sansserif/grotesk (mit einem verfischten i)

## Serifierte und serifenlose nichtproportionale Schriftarten
Wie auch bei den Proportionalschriften gibt es Festschriftarten sowohl in der aus der Printtypographie kommenden serifierten Ausführung, wie auch serifenlos.
- die serifierten Festschriftarten stellen einen Bezug zum Schriftbild einer klassischen Schreibmaschine oder eines Fernschreibers her (Schreibmaschinenschriften, etwa Courier, oder Familienvertreter namens Typewriter)
- die serifenlosen Festschriftarten haben sich aus den frühen, wenigpixeligen Bildschirmschriften entwickelt (beispielsweise die moderne MS Consolas oder die Console/Sans Typewriter aus der Lucida-Familie).

Weiter bekannte Monospace-Schriftarten sind Bitstream Vera Mono, Monaco und Letter Gothic.

## Anwendungsbereiche
Aus ästhetischen, typografischen und technischen Gründen werden diese Schriften im Druckwesen verwendet, neben der Schreibmaschinenschrift etwa für die Auszeichnung von Latein.
Da die maschinelle Zeichenerkennung bei nichtproportionalen Schriften einfacher ist, fallen die für die Texterkennung optimierten Schriftarten OCR-A und OCR-B ebenfalls in diese Kategorie.
Auf dem Computer finden nichtproportionale Schriften ebenfalls zahlreiche Verwendungsmöglichkeiten, da einige Texte unabhängig von der Textverarbeitung mit geringem Aufwand und geringem Speicherbedarf durch Leerzeichen formatiert werden können.
Diese Eigenschaft ist nützlich in
- Tabellen aus ASCII-Text, da alle Zeichen die gleiche Breite haben und die Spalten in der Tabelle durch Leerzeichen ausgerichtet werden können
- Programmiersprachen, um Einrückungen, Wortlängen und Zifferreihen überschaubarer zu machen
- ASCII-Art
- Betriebssystem-Shells, z. B. da dort manchmal nur mit ASCII-Text eine Art Graphik erstellt wird (vgl. Zeichenorientierte Benutzerschnittstelle) oder sich Teile einer Spalte ändern, wobei der Rest nicht verrutschen sollte

Die typographisch-ästhetischen Ansprüche an eine Konstantschrift sind im Allgemeinen wesentlich geringer, da durch den unruhigen Typenabstand nie ein wirklich schönes Schriftbild entsteht. Der erreichbare Lesefluss des Textbildes ist daher geringer als bei Proportionalschriften. Das Hauptinteresse bei der Nutzung von Konstantschriften liegt in der Übersichtlichkeit des Gesamtsatzbildes und in der Unterscheidbarkeit bestimmter Zeichen. Insbesondere Pixelschriftarten aus der Frühzeit der EDV, welche mit sehr wenigen Bildpunkten pro Zeichen arbeiten mussten, stellen Zeichen, welche sich in Proportionalschriftarten stark ähneln können (z. B. die Glyphen für 0 und O, 1, I und l, A und 4 oder B und 8), auch deutlich unterschiedlicher dar. Hierzu dienten meist übertriebene Serifen und ein Schrägstrich durch die Null (wobei sich diese Darstellung deutlich von ähnlich aussehenden Buchstaben wie zum Beispiel Ø unterscheidet) oder ein Punkt innerhalb der Null.

### Beispiele
```
  Takimata: 134,50 €
+ Sanctus:    3,00 €
+ Dolore:    12,10 €
--------------------

= Summe:
    
149,60 €
```

Tabelle im Schreibmaschinenstil
```
+--------------------------------+
| Verzeichnisse                  |
| +----------------------------+ |
| |.                           | |
| |..                          | |
| |bin                         | |
| |boot                        | |
| |dev                         | |
| |etc                         | |
| |home                        | |
| |lib                         | |
| |lib64                       | |
| |lost+found                  | |
| +------↓(+)-----------45%----+ |
| +----------------------------+ |
| |/                           | |
| +----------------------------+ |
+--------------------------------+
|   <   OK    >  <Abbrechen>     |
+--------------------------------+
```

Eine „halbgrafische“ Dateiauswahlbox, mit dem Programm Dialog erzeugt

## Darstellung am Computer
Am Computer (sowohl im Desktop-Publishing als auch bei der Bildschirmdarstellung des Endnutzers) werden fixed fonts durch spezielle font-Auszeichnungen angewiesen, so etwa in HTML durch Elemente wie <span style="font-family:monospace, monospace;"> (teletype, veraltet), <pre> (preformatted, ‚vorformatiert‘) oder  <code> ((programming) code, Programmieranweisung), die im Allgemeinen mit einer Konstantschrift  voreingestellt sind:
| Textmuster tt |  | Textmuster pre |  | Textmuster code |

Sonstige Veränderungen am Schriftbild betreffen zusätzliche diesen drei HTML-Klassen zugeschriebenen Attribute, wie sie entweder im HTML-Code oder den CSS-Deklarationen einer Webseite, oder den Einstellungen von Webbrowser – bzw. anderen HTML-fähigen Textverarbeitungsprogrammen – oder in den betriebssystemweiten Einstellungen vorgenommen sind.
Auch andere Auszeichnungssprachen, wie das für das Druckwesen optimierte PostScript und dem darauf aufsetzenden PDF, oder TeX und LaTeX für den Formelsatz, aber auch alle Rich Text Formate zur Speicherung von Textdokumenten (wie OpenDocument-Format oder die älteren Microsoft Word DOC-Formate) verwenden solche Methoden.

## Bekannte nichtproportionale Schriftarten
- Andalé Mono
- Bitstream Vera Sans Mono
- Consolas
- Courier
- DejaVu Sans Mono
- Liberation Mono
- Lucida Console
- OCR-A
- OCR-B
- Source Code Pro